# Folklig enighet
Folklig enighet (grekiska: Λαϊκή Ενότητα, Laïkí Enótita) är ett socialistiskt politiskt parti i Grekland. Partiet bildades 21 augusti 2015 som en utbrytning av vänsterfalangen ur partiet Syriza. Partibildningen skedde dagen efter att premiärminister Alexis Tsipras hade utlyst nyval, och de som bildade partiet var de inom Syriza som var motståndare till det ekonomiska stödpaket från EU som strax innan hade röstats igenom i Hellenska parlamentet. Partiledaren vid bildandet var Panagiotis Lafazanis, tidigare energiminister som sparkats ur regeringen av Tsipras på grund av sitt motstånd mot stödpaketet. 25 av Syrizas 149 parlamentsledamöter anslöt sig till Folklig enighet vid bildandet.